# بشر (لیبی)
بشر (به عربی: بشر) یک منطقهٔ مسکونی در لیبی است که در استان واحات واقع شده‌است.